# La Estación (Guerrero)
La Estación es una localidad del estado mexicano de Guerrero. Es parte del municipio de Acapulco de Juárez.

## Demografía
| Gráfica de evolución demográfica |
|                                  |

| Censo | Población |
| ----- | --------- |
| 1950  | 102       |
| 1960  | 342       |
| 1970  | 484       |
| 1980  | 558       |
| 1990  | 918       |
| 2000  | 1 304     |
| 2010  | 1 366     |
| 2020  | 1 419     |